# Aconitum jeholense
Aconitum jeholense är en ranunkelväxtart som beskrevs av Takenoshin Nakai och Kitagawa. Aconitum jeholense ingår i släktet stormhattar, och familjen ranunkelväxter. Utöver nominatformen finns också underarten A. j. angustius.